# Прямо во тьму (фильм)
«Прямо во тьму» (2004) — американский кинофильм.

## Сюжет
Рассказ о двух американских солдатах, которые во время Второй Мировой войны дезертировали и стали скрываться на окраине Франции, на сельской местности, вместе с группой вооружённых детей из приюта. Чтобы выжить, им необходимо пережить суровую зиму и принять, возможно, свой последний бой с отрядом немцев.

## В ролях
- Райан Фрэнсис — Лоси
- Скотт Макдональд — Деминг
- Линда Торсон — Мария
- Дэвид Уорнер — Дикон